# Пикиращ бомбардировач
Пикиращ бомбардировач е самолет-бомбардировач, предназначен да пуска бомби при много стръмно спускане (пикиране), като по този начин постига по-висока точност и намалява ефективността на противниковата противовъздушна отбрана (ПВО).
Самолетът пикира (почти) вертикално към целта, по траекторията, по която ще продължие бомбата и я пуска отблизо с голяма скорост. Това позволява точно и лесно да бъдат поразявани сравнително малки и/или движещи се цели. Друго предимство е това, че не се налага монтирането на специален бомбен прицел на самолета, а при пикирането се използва оръдейния прицел.
Пикиращите бомбардировачи се използват за поразяването на важни цели като мостове и кораби, въпреки че съществува риск бомбата да попадне върху броня (най-дебела при ватерлинията и най-слаба или несъществуваща на палубата). Огромни щети нанасят попаденията в корабните димоотводи, тъй като чрез тях бомбата поразява вътрешността на кораба – машинното отделение и др.

## История
Първото документирано бомбопускане от пикиращ полет става импровизирано по време на Първата световна война от Кралските военновъздушни сили на Великобритания. През 1917 и 1918 г. се провеждат учения за такъв вид бой, но крилата на тогавашните самолети не са достатъчно здрави, за да издържат напрежението върху тях, което се получава при излизане на самолета от пикиране.
С нарастването през годините на здравината и товароподемността на самолетите, тази тактика става високо ценена. В началото на 1930-те пикиращото бомбопускане ясно е фаворитизирано в тактическите доктрини, особено срещу цели, които са твърде малки, за да бъдат точно поразени от нормален, хоризонтално летящ бомбардировач.
Докато ВВС на САЩ залагат на обширни атаки от много големи бомбардировачи, ВМС на САЩ поръчват първия пикиращ бомбардировач – бипланът Къртис F8C (Curtiss F8C „Hell-Diver“) (да не се бърка с моноплана Дъглас SBD Донтлес или SB2C „Helldiver“).
В началото на 1930-те Ернст Удет на посещение в САЩ успява да закупи четири самолета F8C и да ги превози до Германия. Там те предизвикват малка революция. Тактиката на пикиращия бомбардировач позволява малки самолети на Луфтвафе да играят успешна роля като тактическото оръжие, което е било нужно. Скоро са сключени договори за проектирането на собствени пикиращи бомбардировачи, в резултат на които се появява самолетът Юнкерс Ju-87 „Щука“ (съкратено от немското Sturzkampfflugzeug, буквално „пикиращ боен самолет“).
За времето си Щуката е най-добрият пикиращ бомбардировач. Използването на „въздушна артилерия“ решава един от големите проблеми на блицкрига: атакуването на добре окопани защитни позиции, които иначе би трябва да бъдат обстрелвани с трудноподвижна артилерия, а бързите танкове през това време да чакат. Ефектът от тази тактика е доказан при нашествието в Полша и Ниските страни (особено при бомбардирането на Ротердам през 1940 г.) В един от случаите Британските експедиционни сили изграждат силни защитни позиции на западния бряг на река Ойре точно пред фронта на светкавично настъпващите германски танкове. Атаките на Щуките бързо правят пробив в отбраната и немските инженерни войски успяват да осигурят пресичането на реката доста преди да пристигне артилерията.
Щуките бързо остаряват морално и многократните опити да бъдат заменени с по-нов и усъвършенстван самолет неизменно се провалят. При започването на Битката за Британия те вече са превъзхождани от КВС и търпят огромни загуби.
Япония също влага значителни усилия в пикиращите бомбардировачи, по същите причини като ВМС на САЩ – за атакуването на кораби. Те започват войната с един от най-добрите модели, Aichi D3A, но той също остарява морално много бързо. По-късно се появява много по-добрият Yokosuka D4Y „Suisei“, но по това време индустрията ѝ вече няма възможността да го произвежда.
За разлика от Япония, САЩ разполагат с „Дъглас SBD Донтлес“, който постига резултати като D3A, а по-късно е заменен с по-бързия и по-сложен Къртис SB2C „Helldiver“. И от двата вида са произведени големи количества.
Един от най-известните случаи на успешна пикираща атака е в битката при атола Мидуей през юни 1942 г. когато американски самолети Dauntless нанасят фатални попадения на три отделни японски самолетоносачи от първа линия в рамките на шест минути.
Единствената голяма сила, която не произвежда собствен пикиращ бомбардировач е Великобритания. Кралската флота няколко пъти се опитва да въведе такъв, но не успява поради множество причини, не на последно място заради политическото влияние на Кралските военновъздушни сили. Единственият създаден хибрид между пикиращ бомбардировач и изтребител е Blackburn Skua, който е използван за кратко време и в ограничени количества.
След войната пикиращите бомбардировачи бързо изчезват. Зенитната артилерия значително е подобрила маневреността и ефективността си, и има ефект като изтребител върху уязвимите и бавнодвижещи се пикиращи бомбардировачи. По същото време се усъвършенстват и бомбоприцелите, които позволяват висока точност на попадение и при по-малки ъгли на атака. Поради умалените си размери те могат да се монтират вече практически на всеки самолет, включително на изтребител. Въпреки че тези самолети все пак „пикират“ до известна степен към целта, те са способни да извършват множество разнообразни задачи и поради това не се смятат вече за пикиращи бомбардировачи.
В днешно време умните бомби са заменили повечето от другите видове техники за бомбардиране в САЩ и европейските страни. Бомбите могат да бъдат пускани от голяма височина на много километри от целта, снижавайки риска за самолета. Насочването става по различни начини, включително лазерно насочване, вградена GPS, радар, инфрачервени сензори, видеонасочване и инерционно коригиране на отклоненията от вятъра. Бомбоприцелите дават възможност за бомбардировка при кабриране, което е един вид бомбардиране чрез подхвърляне на бомбата (на английски toss bombing) – това е обратното на пикиращото бомбардиране, – при кабрирането самолетът пуска бомбата докато носът му е насочен нагоре. Когато се налага пускането на неуправляеми бомби все още се използват коси пикирания до 45 градуса.